# Menéndez Pelayo (metrostation)
Menéndez Pelayo is een metrostation in het stadsdeel van de Spaanse hoofdstad Madrid. Het station werd geopend op 8 mei 1923 en wordt bediend door lijn 1 van de metro van Madrid.